# Muhammad
Muhammad (tiếng Ả Rập: محمد Ar-muhammad.oggⓘ; sống vào khoảng 570 – 632) hay Mohamed (Hán-Việt: Mục Hãn Mạc Đức), là một nhà lãnh đạo tôn giáo, xã hội và chính trị người Ả Rập và là người sáng lập ra Hồi giáo. Học thuyết Hồi giáo xem ông là một ngôn sứ mà Thượng Đế cử đi rao giảng và xác nhận những giáo lý độc thần của Adam, Ibrahim, Musa, Isa cũng như các nhà tiên tri đi trước. Trong tất cả giáo phái chính của đạo Hồi, Muhammad được xem là vị ngôn sứ cuối cùng của Thượng Đế, dù một số giáo phái hiện đại khác không chia sẻ cùng quan điểm này. Muhammad thống nhất toàn cõi Ả Rập thành một chính thể Hồi giáo thống nhất, sử dụng Qur’an và những tập tục và giáo lý của ông làm nền tảng của đức tin này.
Sinh ra vào khoảng năm 570 (Năm Con voi) tại thành Mecca trên bán đảo Ả Rập, Muhammad mồ côi cả cha lẫn mẹ khi mới 6 tuổi. Ông lần lượt được ông nội Abd al-Muttalib (tiếng Ả Rập: عبد المطلب) và chú là Abu Talib (tiếng Ả Rập:ابو طالب) nuôi dưỡng. Trong những năm tiếp đó, ông thường bế quan cầu nguyện nhiều đêm trong một hang núi tên là Hira. Năm 40 tuổi, Muhammad tuyên bố được Thiên sứ Jibreel ghé thăm trong hang động và được truyền lời mặc khải đầu tiên từ Chúa. Năm 613, Muhammad bắt đầu cuộc hành trình rao giảng những điều mặc khải này một cách công khai. Những lời giảng dạy của ông bao gồm tính "duy nhất" của Thượng Đế, sự "phục tùng" hoàn toàn (islām) trước Ngài là lối sống đúng đắn (dīn). Tương tự như các nhà tiên tri khác của Hồi giáo, Muhammad xem ông là một nhà tiên tri và ngôn sứ được Thượng Đế cử xuống dẫn dắt nhân loại.

## Các cách gọi và câu chúc tụng
Tín đồ Islam trên khắp thế giới thường gọi ông bằng các danh từ tiếng Ả Rập như:
- Nabi (al-nabi,النبي) có nghĩa là "sứ giả (của Thượng đế)".
- Rasul-Allah (رسول الله ) có nghĩa là "khâm sai của Thượng đế".

hoặc ngắn gọn là Rasul.
Danh từ thông dụng trong Anh/Pháp gọi là ông là Prophet/Prophète, với định nghĩa là "Sứ giả của Thiên Chúa" như một số các vị trưởng phụ trong kinh Cựu Ước. Một số từ điển lớn như Merriem-Webster online tiếng Anh hoặc Lexilogos tiếng Pháp biên thêm một định nghĩa cho chữ Prophet/Prophète là "Muhammad, người lập ra đạo Islam". Trong tiếng Việt danh từ Prophet/Prophète được dịch một cách thông dụng là 'nhà tiên tri' hay 'ngôn sứ'. Một số tài liệu tiếng Việt của người ngoài Islam cũng gọi ông bằng 'giáo chủ Muhammad'.
Trong các sách vở, bài báo, trang web của cộng đồng tín đồ Islam nói tiếng Việt, danh từ thông dụng nhất hiện nay để chỉ định ông là Thiên Sứ (nhưng dùng trong ý nghĩa một người xác phàm được mặc khải và ban cho một vài phép lạ, khác với danh từ Thiên Sứ của tín đồ Cơ Đốc giáo chỉ định chữ angel tiếng Anh). Một số tài liệu khác cũng dùng danh từ Thánh để chỉ định ông.
Trong bản dịch các tác phẩm văn học (tiêu biểu là truyện Nghìn lẻ một đêm) sang tiếng Việt, và trên báo chí, ngôn ngữ tiếng Việt thông dụng không theo Hồi giáo, ông được gọi là Đấng tiên tri, Đại tiên tri, Giáo chủ Mô-ha-met.
Những tín đồ sùng đạo khi nhắc đến tên của ông thường kèm theo câu chúc tụng "Sall- Allahu alayhi wa salam" (Cầu xin Allah ban ân phước và sự bình an cho ngài), viết tắt là "(saw)" hay "(saas)". Câu này cũng thường được dịch sang tiếnq Anh là "Peace and Benediction Upon Him", viết tắt là PBUH, hoặc tiếng Pháp là "Paix et Bénédiction Sur Lui", viết tắt là PBSL.

### Thiên thần Gabriel

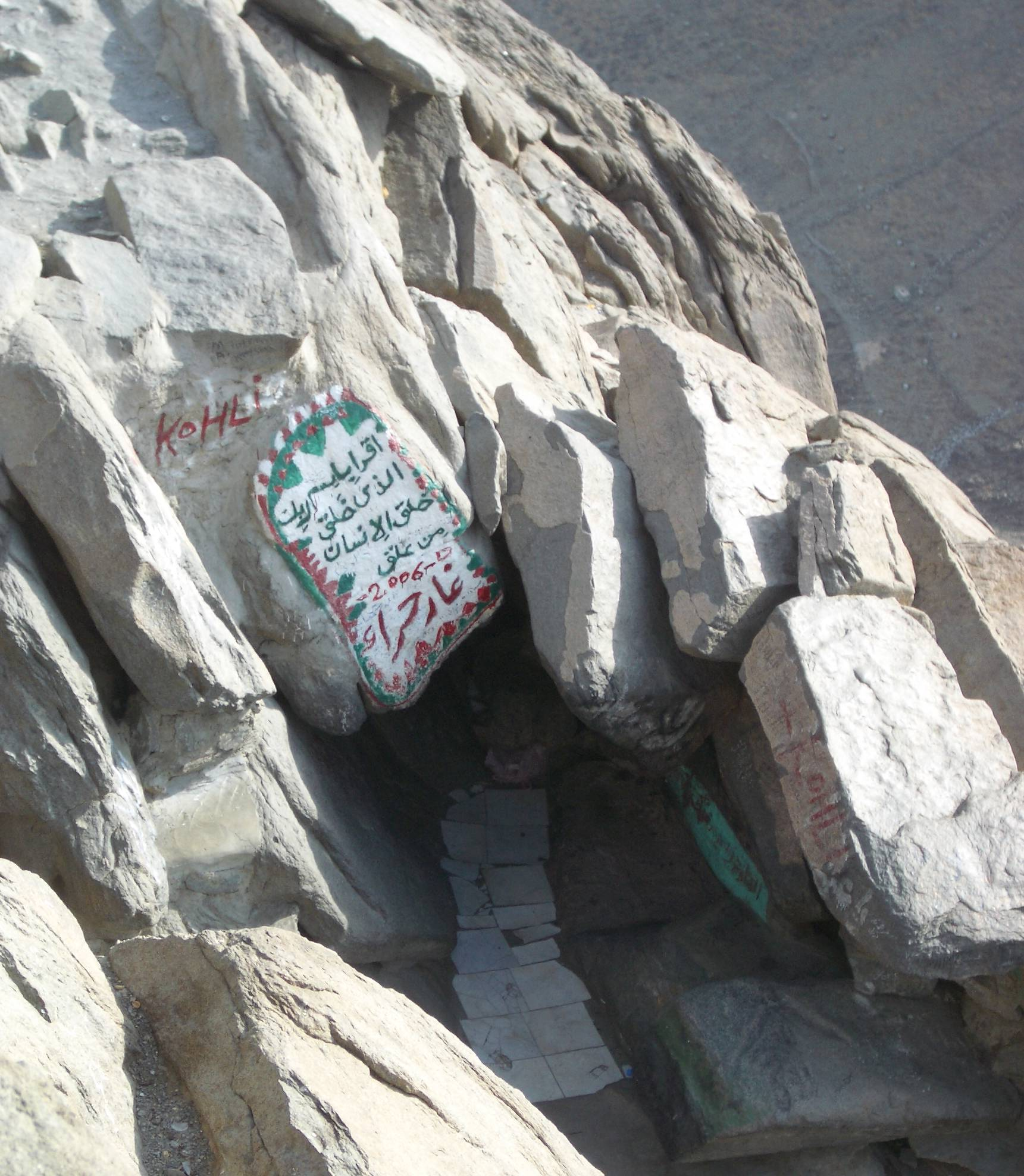
Động Hira, nơi mà theo các học giả Islam, thánh Muhammad nhận được mặc khải lần đầu tiên.

### Đợt tị nạn đến Abyssinia

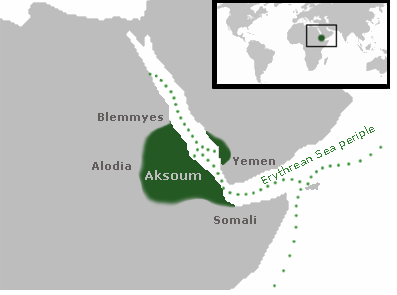
Vị trí của xứ Abyssinia (Đế quốc Aksum).

### Đêm Miraj

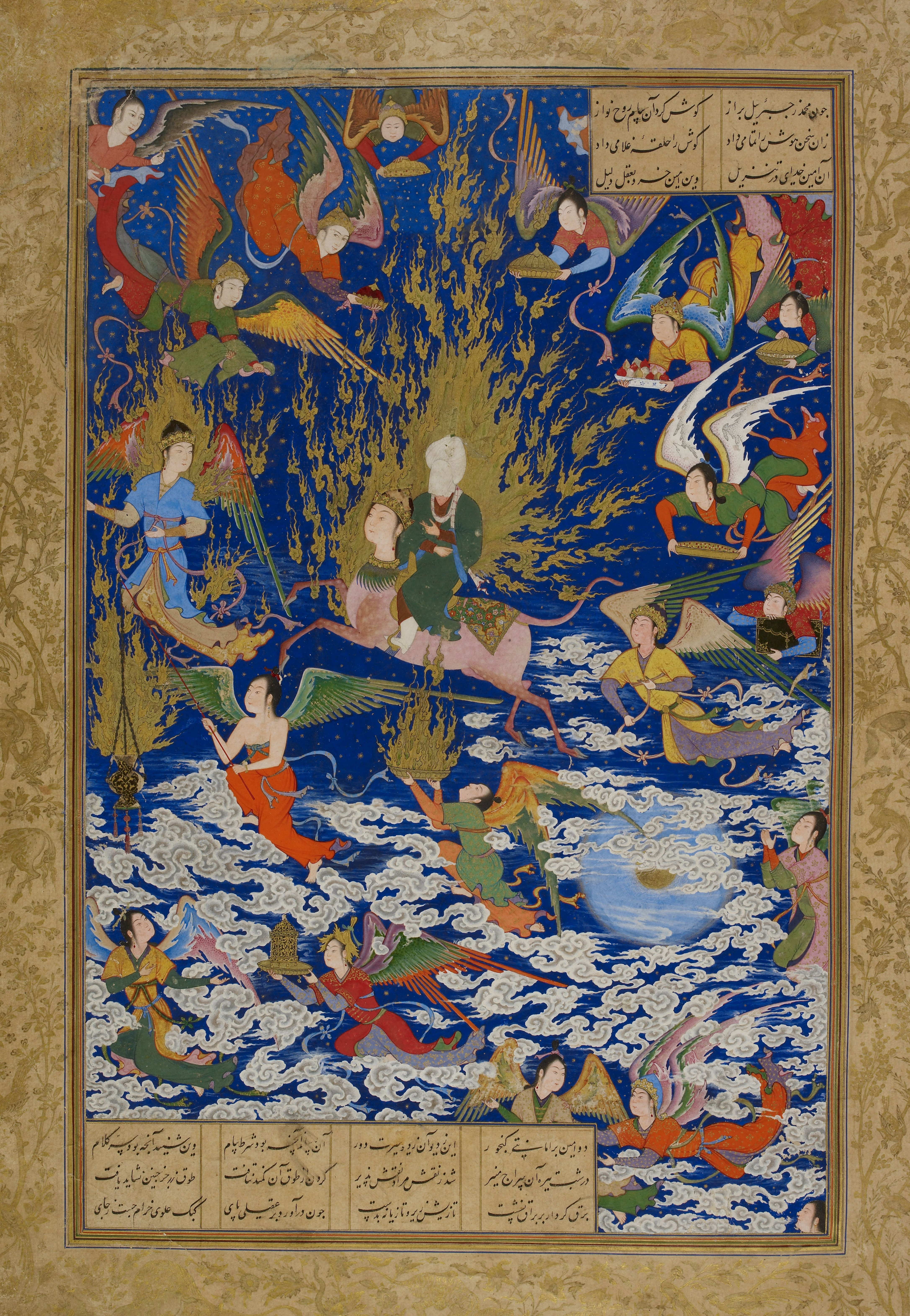
Tranh vẽ của Ba Tư vào thế kỷ XVI thuật lại việc thánh Muhammad cưỡi thiên mã lên trời (Miraj)